# كيلي بيلي
كيلي بيلي (بالإنجليزية: Kelly Bailey)‏ هو مبرمج وملحن نيوزلندي، ولد في القرن العشرين.

## وصلات خارجية
- كيلي بيلي على موقع IMDb (الإنجليزية)
- كيلي بيلي على موقع ميوزك برينز (الإنجليزية)
- كيلي بيلي على موقع أول ميوزيك (الإنجليزية)
- كيلي بيلي على موقع ديسكوغز (الإنجليزية)